# Лос-Анкарес (комарка)
Лос-Анкарес (исп. Los Ancares, галис. Os Ancares) — район (комарка) в Испании, входит в провинцию Луго в составе автономного сообщества Галисия.

## Муниципалитеты
1. Бесерреа
2. Баралья
3. Сервантес (Луго)
4. Навиа-де-Суарна
5. Пьедрафита-дель-Себреро